# Allophyllum capillare
Allophyllum capillare är en blågullsväxtart som först beskrevs av Albert Kellogg, och fick sitt nu gällande namn av A. G. Day och V. Grant. Allophyllum capillare ingår i släktet Allophyllum och familjen blågullsväxter. Inga underarter finns listade i Catalogue of Life.